# فيكي (خدمة بث)
راكوتين فيكي (بالانجليزية: Rakuten Viki) هو موقع بث فيديو أمريكي. يوفر مقاطع فيديو مشابهة للخدمات الأخرى مثل نتفليكس وآي جيي، كما يسمح أيضًا للمستخدمين بترجمة المحتوى على مستوى 200 لغة متوفرة، بالإضافة إلى توفير البرامج والافلام والمسلسلات الأصلية والحصرية. مقرها في سان ماتيو، كاليفورنيا، لديها مكاتب أيضا في سنغافورة وطوكيو واليابان وسيئول بكوريا الجنوبية.

## روابط خارجية
- الموقع الرسمي